# 손님은 왕이다
"손님은 왕이다"는 2006년에 개봉한 대한민국의 영화이다.

## 캐스팅
- 성지루 : 안창진 역
- 명계남 : 김양길 역
- 성현아 : 전연옥 역
- 이선균 : 이장길 역
- 이명진 : 양길의 딸 역
- 이춘연 : 파출소장 역